# Music Box (album)
Treść tego artykułu może nie być zgodna z zasadami neutralnego punktu widzenia.
 Po wyeliminowaniu niedoskonałości należy usunąć szablon {{Dopracować}} z tego artykułu.
Music Box – trzeci, studyjny album amerykańskiej wokalistki, Mariah Carey, wydany 31 sierpnia 1993 roku w Ameryce Północnej nakładem wytwórni Columbia Records. Płyta zawiera najwięcej wolnych ballad, napisanych przez Carey, a także Waltera Afanasieneffa, który współpracował z wokalistką jeszcze nad dwoma albumami, Mariah Carey z 1990 roku, oraz Emotions, z 1991 roku. Podczas produkcji albumu, wokalistka pomyślała o dodaniu więcej instrumentów muzycznych, a także lepszego, i bardziej dojrzałego tonu w gatunkach pop i R&B, niż w poprzednich projektach. Dwa nieużyte utwory z płyty zostały użyte jako tzw. B-sides, "Do You Think of Me", oraz "Everything Fades Away".
Do współpracy z Carey i Afanasieffem dołączyli się też inni, znani producenci, tak samo jak i poprzedni, tj. Babyface, który pomógł piosenkarce stworzyć bardziej melodyjne i spokojniejsze piosenki, oraz napisać więcej tekstów piosenek. Dodatkowo zaprosiła też duo C+C Music Factory, oraz Daryla Simmonsa.

## Tytuł
„Pozytywką” album został nazwany przez odbiór zawartości płyty dla Mariah. Niejednokrotnie pytana o tytuł płyty odpowiadała, że skomponowane dźwięki tej płyty przypominają jej melodie wygrywane i wydobywające się na zewnątrz pozytywki, które uwielbia a jeden z utworów tego albumu to zbieżność nazewnictwa wynikająca z zamiaru stworzenia piosenki, która będzie swoistą melodią pozytywki w jej podkładzie.

## Album i jego historia
Jak się okazało jest to najbardziej kasowy krążek Mariah, krytyce sukces przypisywali jego uniwersalizmowi – w zawartości materiału dominują utwory liryczne, ballady, ale także jak na ów czas styl ulicznego brzmienia, który został bardzo wyważony i przemycony w utworach. Nad pracą wraz z Mariah czuwał Walter Afanasieff, którego nazwisko od początku kariery muzycznej artystki przeplatało się między utworami jednak nie tak intensywnie jak na tej płycie. Do pracy w studiu zaprosiła po raz kolejny duet z C&C Factory, który był współproducentem wcześniejszego hitu "Emotions" nadając "Now That I Know" klimat Pop/Dance oraz Babyface’a, który dołożył nutki R&B komponując się z całością i utrzymując w dalszym ciągu założoną koncepcję Pozytywki.
"Dreamlover" był pierwszym singlem promującym album, ale także stał się jedną z najbardziej rozpoznawalnych utworów Mariah i mimo tego, że jest on jednym z najmniej oddającym wymowę "Music Box" okazał się być celnym wyborem w promocji. Płyta mimo komercyjnych cech sama w sobie jest ambitną kompilacją utworów od inspiracyjnych tekstów do lekkich melodii przez elementy gospel. W czasie pracy nad płytą po raz drugi w swojej karierze skorzystała z covera - "Without You" Badfinger okazał się być dla Mariah znakiem rozpoznawczym w Europie i przyniósł ogromny sukces międzynarodowy artystce. Dobra płyta i odpowiednio przybrany kierunek promocji przyczynił się do rekordowego nakładu sprzedaży kopii płyt, ilości tygodni przebywania na listach w różnych krajów, statusów nadania jemu i nagród  czyniąc z niego Bestsellera w dziedzinie muzyki pozwalając mu tym samym zając 30 pozycję na "Światowej liście sprzedaży".
Płyta ta nadała przyspieszenia i biegowi w karierze Mariah, ale także doprowadziła ją przed sąd w roli oskarżonej. Jeden z ochroniarzy obstawał przy tym, że to on jest autorem "Hero" i domagał się zapłaty za wkład w utwór. Jednak dowody przedstawione w sprawie w postaci pamiętnika udowodniły, że tekst został napisany w październiku 1992 roku przez Mariah. Pozew został całkowicie odrzucony, a Mariah oczyszczono ze wszelkich zarzutów.

## Nagrody
- 1995
  - American Music Award:  Najlepszy artysta żeński Pop/Rock
  - Blockbuster Entertainment Award:  Artysta żeński
  - Germany's Bravo Magazine:  Golden Otto Award dla najlepszego artysty żeńskiego
  - Silberner Otto Award:  Najlepszy artysta żeński
  - Smash Hit Award:  Najlepiej sprzedający się artysta żeński
  - World Music Award:  Najlepiej sprzedający się artysta amerykański
  - World Music Award:  Najlepiej sprzedający się artysta
  - World Music Award:  Najlepiej sprzedający się artysta Pop
  - BMI Pop Award:  Anytime You Need A Friend
  - BMI Pop Award:  Hero
  - 2 x BMI Pop Award:  Dreamlover
  - Echo-Preis Award:  Najlepszy międzynarodowy artysta

- 1994
  - Australian RIA Award:  Najlepszy album międzynarodowy
  - Australian RIA Award:  Najpopularniejszy artysta
  - Australian RIA Award:  Najlepiej sprzedający się album
  - Billboard Music Award:  Artysta roku
  - Germany's Bravo Magazine:  Golden Otto Award dla najlepszego artysty żeńskiego
  - Smash Hit Award:  Najlepszy artysta żeński
  - MTV European Music Award:  Najlepszy artysta żeński
  - Rockefellar Center Award:  Całkowita sprzedaż 20 milionów Music Box
  - Rockefellar Center Award:  Całkowita sprzedaż 55 milionów albumów
  - BMI Pop Award:  Dreamlover

## Lista utworów
1. "Dreamlover" (Carey, Dave Hall) - 3:54
2. "Hero" (Carey, Walter Afanasieff) - 4:20
3. "Anytime You Need a Friend" (Carey, Afanasieff) - 4:27
4. "Music Box" (Carey, Afanasieff) - 4:58
5. "Now That I Know" (Carey, Clivillés, Cole) - 4:19
6. "Never Forget You" (Carey, Babyface, Daryl Simmons) - 3:46
7. "Without You" (Peter Ham, Tom Evans) - 3:37
8. "Just To Hold You Once Again" (Carey, Afanasieff) - 3:59
9. "I've Been Thinking About You" (Carey, Clivillés, Cole) - 4:48
10. "All I've Ever Wanted" (Carey, Afanasieff) - 3:52

B-Side

11. "Do You Think Of Me" - 4:46
Edycje międzynarodowe

11. "Everything Fades Away" - 5:25
Edycja łacińskoamerykańska

11. "Héroe" (Hero)  (Carey, Afanasieff) - 4:19

### Wersje
Ze względu na utwory bonusowe w poszczególnych krajach ukazały się różne edycje albumu:
| Kraj                                             | CD #             | MC #            | Vinyl #          | MiniDisc # |
| wersja ¹                                         | wersja ¹         | wersja ¹        | wersja ¹         | wersja ¹   |
| ------------------------------------------------ | ---------------- | --------------- | ---------------- | ---------- |
| Stany Zjednoczone · Kanada                       | CK 53205         | CT 53205        | C 53205          | MD 53205   |
| wersja ²                                         |                  |                 |                  |            |
| Australia · Wielka Brytania · Austria · Holandia | 474270 2\.9\9    | 474270 4        | 474270 1         | 474270 8   |
| Japonia                                          | SRCS 6819        | -               | -                | SRYS 1051  |
| Brazylia                                         | 758.116/2-474270 | 97.016/4-474270 | 237.016/1-474270 | -          |
| Korea Południowa                                 | CPK-1373         | CPT-1373        | CPL-1373         | -          |
| Hiszpania                                        | 474270 2         | 474270 4        | -                | -          |
| wersja ³                                         |                  |                 |                  |            |
| Argentyna                                        | CK 53205         | -               | -                | -          |
| Meksyk                                           | CDDI 474270      | CTSXX 486423    | -                | -          |
| 2CD: europejska wersja + CD z "Heroe"            |                  |                 |                  |            |
| Hiszpania                                        | 474270 6         | -               | -                | -          |

## Pozycje na listach przebojów
| Lista              | Najwyższa pozycja | Certyfikat | Sprzedaż    |
| ------------------ | ----------------- | ---------- | ----------- |
| Australia          | 1                 | 13xPlatyna | 910,000+    |
| Austria            | 1                 | 2xPlatyna  | 100,000+    |
| Belgia             | -                 | 2xPlatyna  | 100,000+    |
| Brazylia           | 2                 | Złoto      | 125,000+    |
| Francja            | 1                 | Diament    | 1,200,000+  |
| Hiszpania          | 2                 | 5xPlatyna  | 500,000+    |
| Holandia           | 1                 | 6xPlatyna  | 600,000+    |
| Hongkong           | -                 | 5xPlatyna  | 100,000+    |
| Japonia            | 2                 | 11xPlatyna | 2,300,000+  |
| Kanada             | 5                 | 7xPlatyna  | 700,000+    |
| Korea Południowa   | -                 | 10xPlatyna | 1,000,000+  |
| Meksyk             | -                 | Platyna    | 150,000+    |
| Niemcy             | 1                 | 2xPlatyna  | 1,250,000+  |
| Norwegia           | 2                 | 2xPlatyna  | 100,000+    |
| Nowa Zelandia      | 2                 | 5xPlatyna  | 75,000+     |
| Polska             | -                 | Platyna    | 40,000+     |
| Singapur           | -                 | 8xPlatyna  | 120,000+    |
| Szwecja            | 3                 | 2xPlatyna  | 240,000+    |
| Szwajcaria         | 1                 | 4xPlatyna  | 200,000+    |
| Taiwan             | -                 | 10xPlatyna | 500,000+    |
| Włochy             | 2                 | 6xPlatyna  | 600,000+    |
| Wielka Brytania    | 1                 | 5xPlatyna  | 2,000,000+  |
| U.S. Billboard 200 | 1                 | Diament    | 10,000,000+ |
| Europa             | 1                 | 7xPlatyna  | 7,700,000+  |
| Świat              | 1                 | -          | 32,000,000+ |